# Rūta Paškauskienė
Rūta Paškauskienė je litavska stolnotenisačica. Igra desnom rukom. Rođena je 29. ožujka 1977. godine u Kaunasu, u Litvi. U tom gradu trenutno živi. Od 1994. godine je osvojila nekoliko medalja, i to sve na Europskim prvenstvima u pojedinačnoj konkurenciji te u parovima i miješanim parovima (s Aleksandrom Karakaševićem). 2008. je godine na Olimpijskim igrama stigla do drugog kruga natjecanja. Njezin najbolji plasman na svjetskoj ljestvici je bilo 36. mjesto, u rujnu i listopadu 2009. godine.

## Karijera
Rūta Paškauskienė je na međunarodnoj razini prvi put nastupila 1993. godine na svjetskom prvenstvu u Göteborgu. Njezini najbolji rezultati na svjetskim prvenstvima su ulazak u prvih 32 u Parizu 2003. godine (u pojedinačnoj konkurenciji) te u najboljih šesnaest 1993. u parovima. Ipak, situacija je drugačija na europskim prvenstvima. Debitirala je 1994. godine u Birminghamu. Otada je nastupila na 11 događaja na europskim prvenstvima i na svima osvojila medalju. Osvojila je i tri odličja na europskim prvenstvima u miješanim parovima (do 2009. dio europskog prvenstva). Također ima 7 zlatnih medalja s tri Nordijska prvenstva.

## Privatni život
Rūta je nećakinja bivše sovjetske reprezentativke Aste Giedraitytėje-Stankienėje. Na sveučilištu u Kaunasu je studirala tjelesni odgoj i diplomirala kao najbolja u svojoj klasi. 1998. se godine udala za Gedesa Budu. Ima sina, zove se David.